# Ernestiner Hof

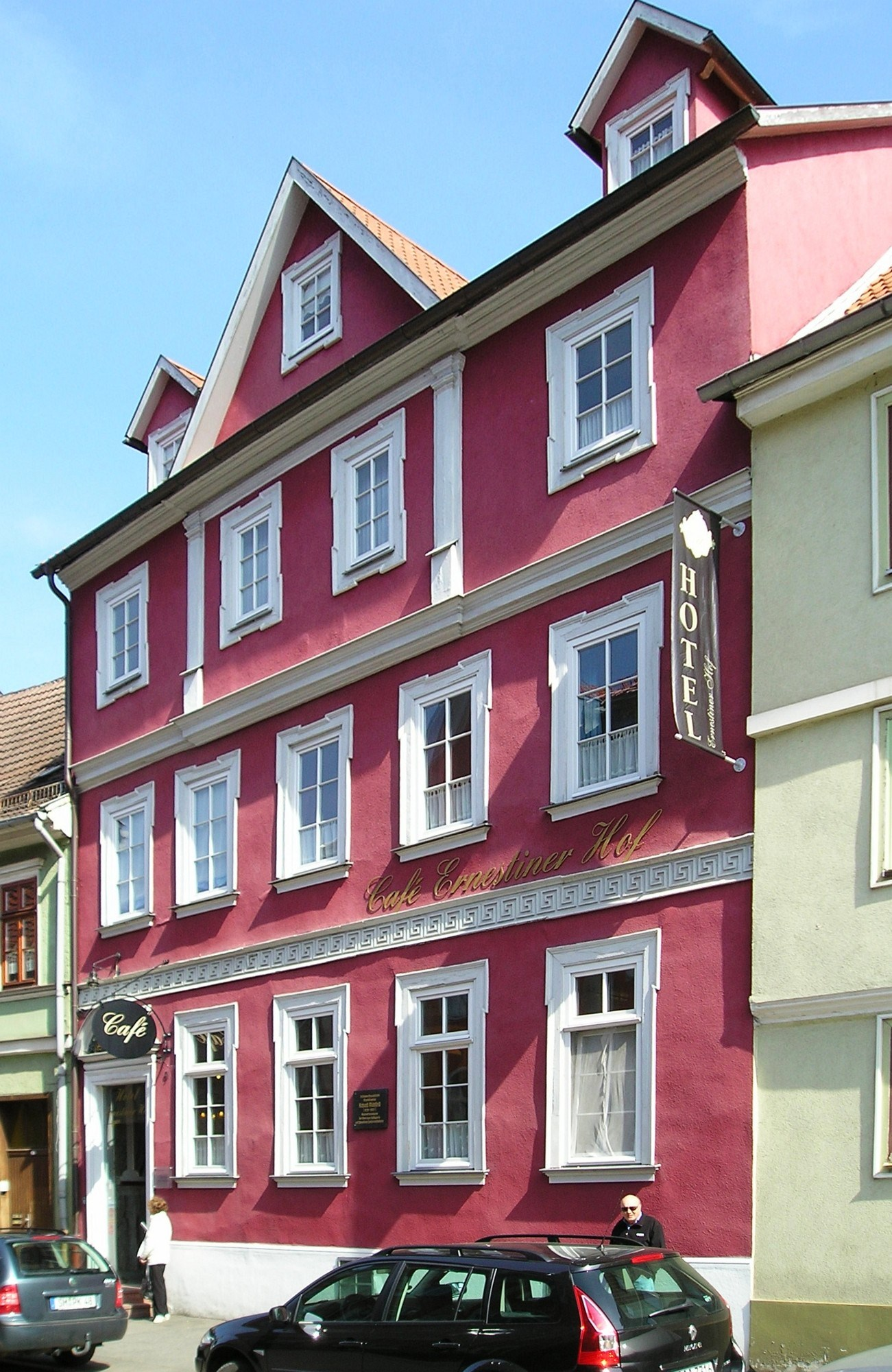
Ernestiner Hof – Außenansicht

Der Ernestiner Hof ist ein historisches Gebäudeensemble in der Altstadt der thüringischen Kreisstadt Meiningen. Die unter Denkmalschutz stehenden Gebäude beherbergte einst ein Hotel und ein Barock-Café und ist seit 2022 ein Apartmenthaus.
Der Ernestiner Hof liegt in der Ernestinerstraße im nordwestlichen Teil der Historischen Altstadt. Unweit befinden sich das Schloss Elisabethenburg, das Theatermuseum und die Alte Posthalterei.

## Gebäude
Das Gebäudeensemble besteht aus dem Haupthaus mit Hinterhaus direkt an der Straße, einem  Kavaliershaus im hinteren Teil des Grundstücks und einem an der linken Grundstücksgrenze liegenden Laubengang, der beide Häuser verbindet. Der Hof zwischen den Gebäuden wird von einem kleinen Barockgarten eingenommen.
Das Hauptgebäude besitzt ein Hochparterre auf einem Gewölbekeller, zwei Obergeschosse und ein teilweise ausgebautes Dachgeschoss. Das im Stil des Spätbarocks errichtete Haus hat eine historisch rot verputzte Fassade. Das Oberlicht des Portals enthält ein schmiedeeisernes Gitter mit der Jahreszahl der Erbauung. Das Hauptgebäude umschließt gemeinsam mit einem neuen Hinterhaus einen als Atrium ausgeführten Hof, der in den oberen Stockwerken mit Galerien versehen ist. Der als Barock-Café genutzte Hof öffnet sich mit einem Wintergarten zur Gartenanlage und zum Kavaliershaus.
Das auch als Gartenhaus bezeichnete Kavaliershaus im Stil des Rokoko ist rosa verputzt, die Schmuckelemente sind weiß abgesetzt. Über den zwei Vollgeschossen liegt das mit Gauben versehene Dachgeschoss. Das Haupthaus mit Hinterhaus und das Kavaliershaus werden mit einem zweigeschossigen überdachten Laubengang im Fachwerkstil verbunden, der auch als Trockenplatz, im fränkischen auch Trücke genannt, genutzt wurde.
Der Ernestiner Hof ist seit 1995 nach der anliegenden Ernestinerstraße benannt, die 1874 wiederum ihren Namen von den Ernestinern erhielt. Die Ernestiner waren ein Fürstengeschlecht der Wettiner, die 1680 das Herzogtum Sachsen-Meiningen gründeten.

## Geschichte
Das Hauptgebäude direkt an der Straße wurde 1767 von Oberkammerrat Martin Gottlieb Bauersachs als Wohnhaus erbaut. Es erhielt die Hausnummer 199. Das Haus wurde auf dem Gewölbekeller des Vorgängerbaus errichtet und hatte von Anfang an eine rot verputzte Fassade. Es verfügte anfangs über dem Hochparterre ein Vollgeschoss und ein ausgebautes Dachgeschoss. Wenige Jahre später kamen an der hinteren Grenze des Grundstücks das Kavaliershaus und der Laubengang hinzu.
Nach dem Tod von Bauersachs 1786 nutzten die Erben die Gebäude ab 1788 als Gesellschaftshaus mit Salons, Billardzimmer und Lustgarten. Im 19. Jahrhundert wechselte das wieder zum Wohnen genutzte Haus oft den Besitzer, zu denen unter anderen der Oberbürgermeister Eduard Krell und der Mediziner Carl Krell gehörten. 1888 erwarb Franz Kirchner das Anwesen, der die Wohnungen überwiegend an Musiker und bildende Künstler vermietete. Von 1892 bis 1896 wohnte hier der Klarinettist Richard Mühlfeld, der zahlreiche bekannte Musiker und Komponisten seiner Zeit bei sich zu Gast hatte. Darunter befanden sich Johannes Brahms, Joseph Joachim, Fritz Steinbach und Eugen d’Albert. Auch nach dem Tod Kirchners 1900 wohnten hier überwiegend Künstler und Hofbedienstete.
1956 wurde der Ernestiner Hof unter Denkmalschutz gestellt, das Kavaliershaus vom Kreis Meiningen und das Haupthaus von der Stadt. Ab 1980 fanden erste Sanierungsmaßnahmen statt. Nach 1990 erwarb das Berliner Ehepaar Stein das Gebäudeensemble und ließ es 1995 zu einem Hotel mit Café im Stil des Barocks umbauen. Es entstanden weiter das neue Hinterhaus mit Hotelzimmern, das Atrium mit dem Café und die neu gestaltete Gartenanlage, ebenfalls im Barockstil. Das Kavaliershaus wurde um Dachgauben ergänzt. 2009 kam der Ernestiner Hof an die Stiftung „Meininger Baudenkmäler“ des Hoteliers Uwe Klein, der die Meininger Hotelkette Hotels mit Flair betreibt. Wegen grundlegender baulicher Mängel musste der Hotelbetrieb eingestellt und das Cafe geschlossen werden. Nach Umbauarbeiten ist es seit 2022 ein Apartmenthaus.

## Galerie

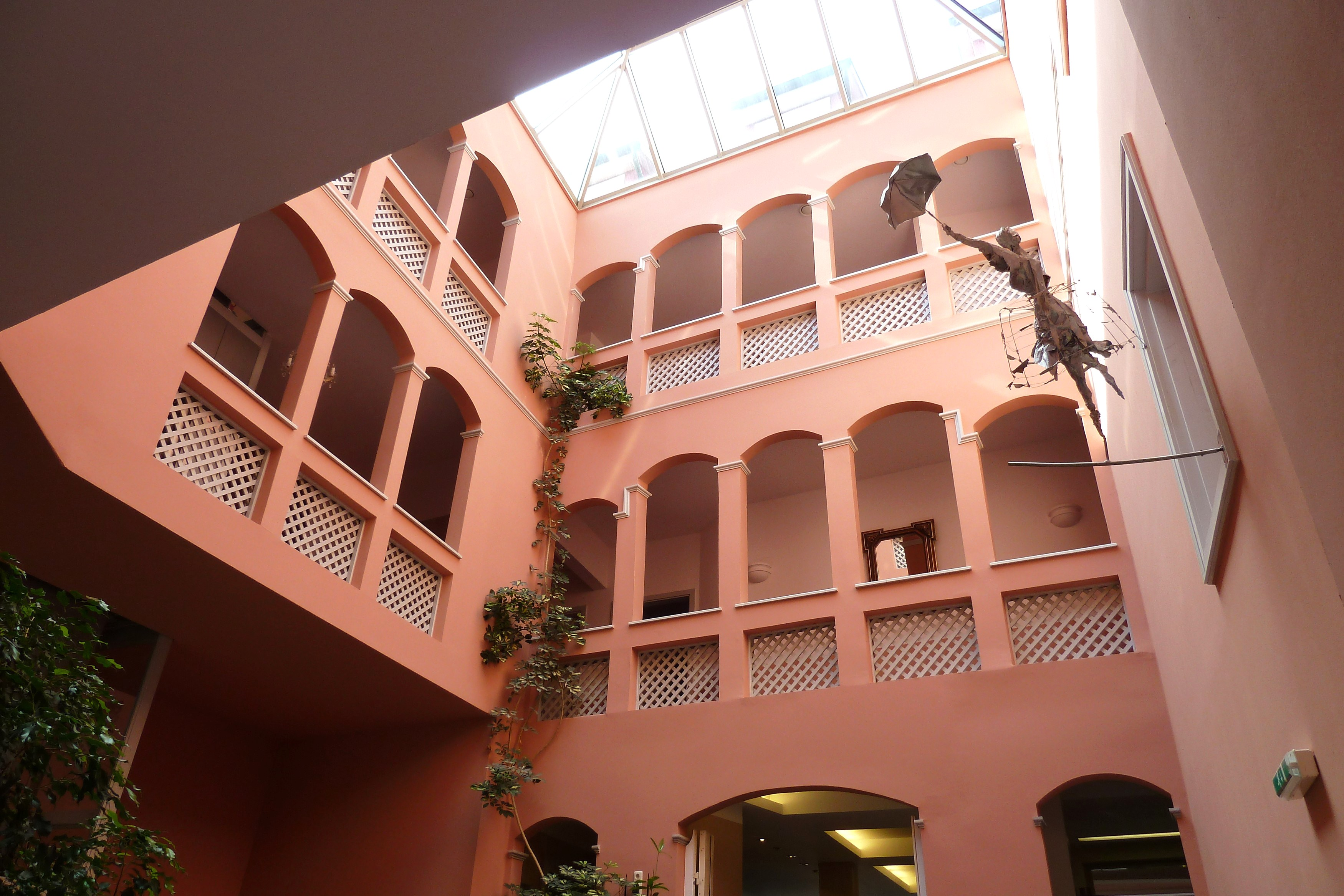
Innenhof mit Galerien
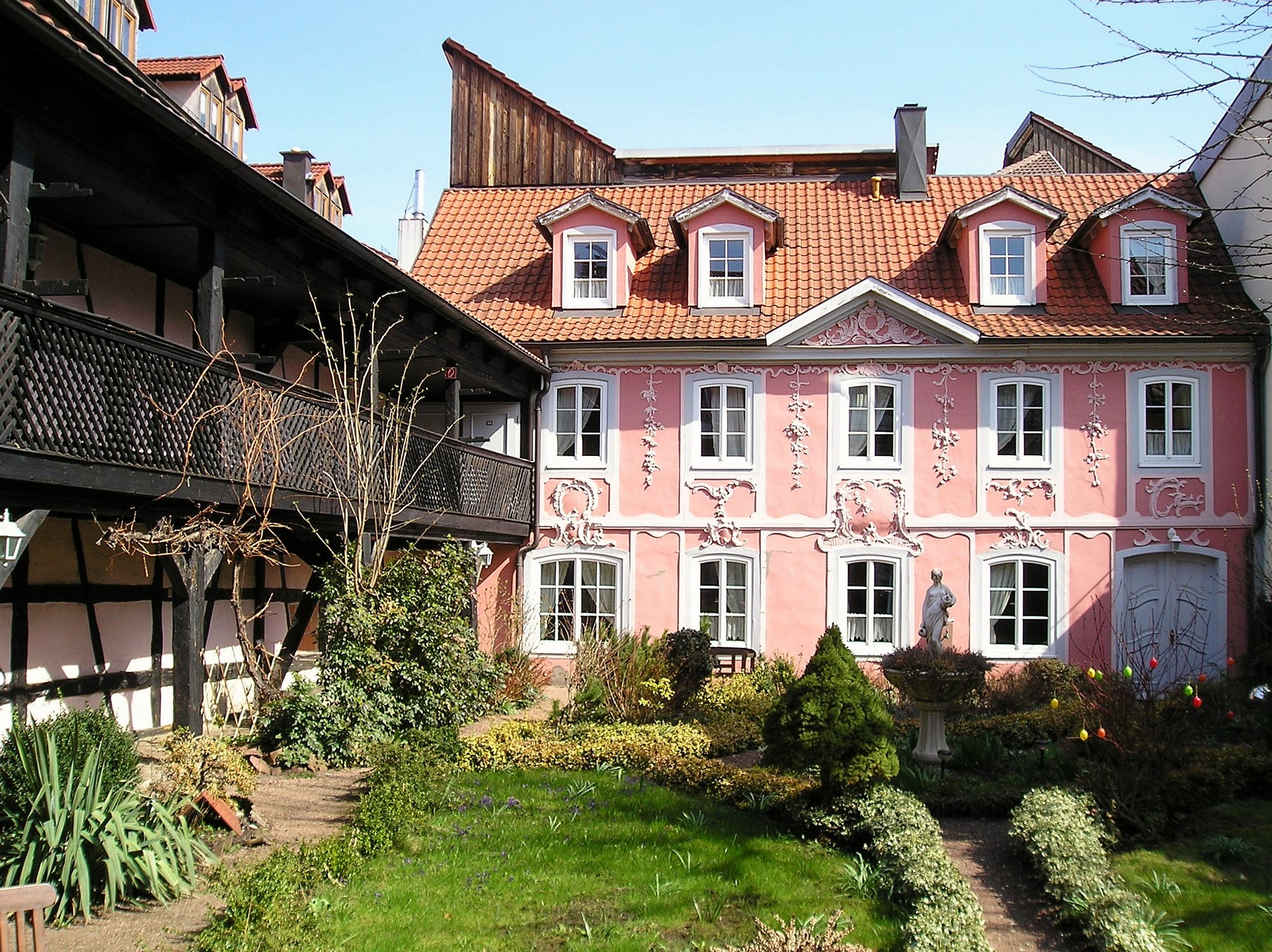
Kavaliershaus, Garten und Laubengang (links)
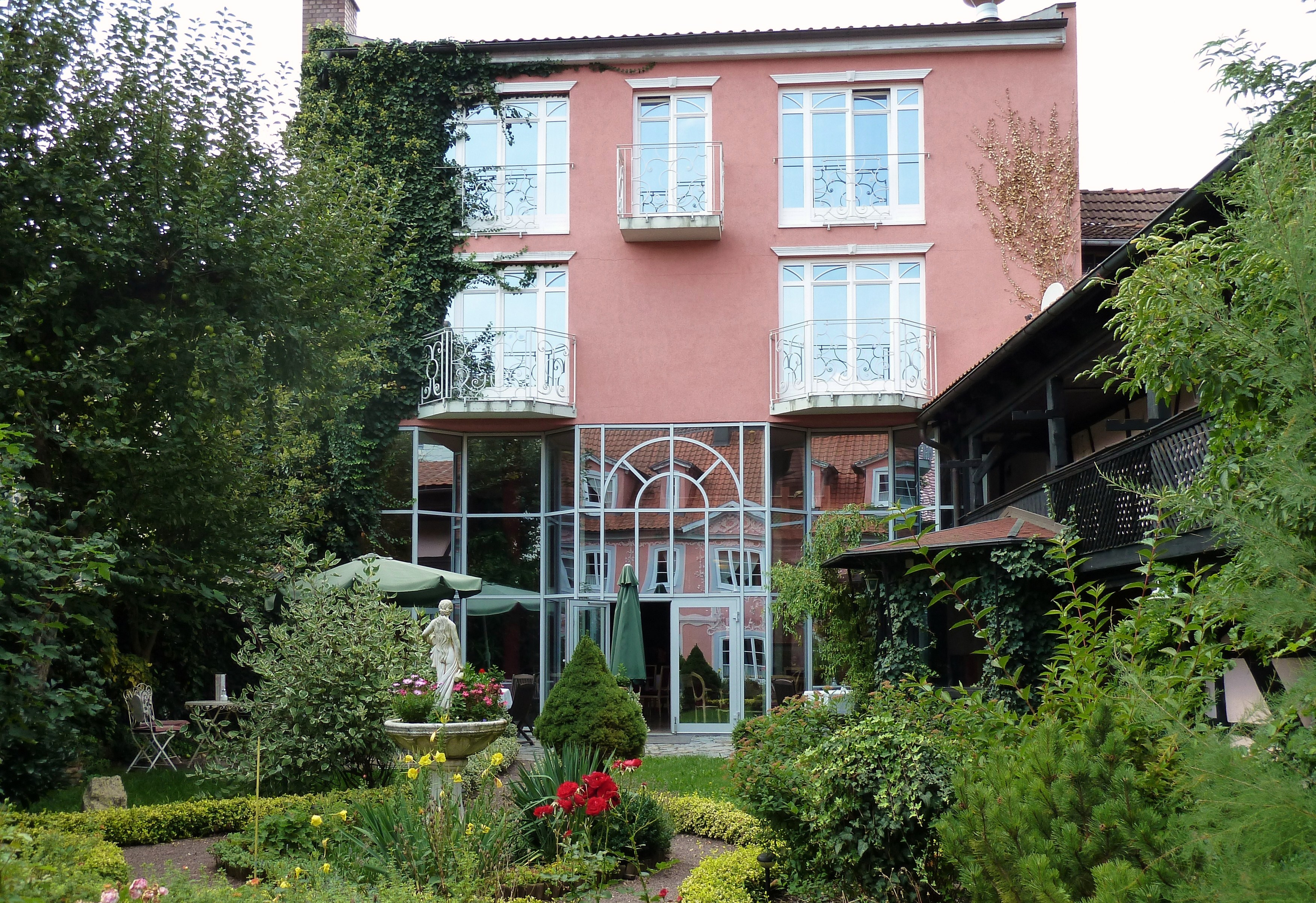
Hinterhaus mit Wintergarten
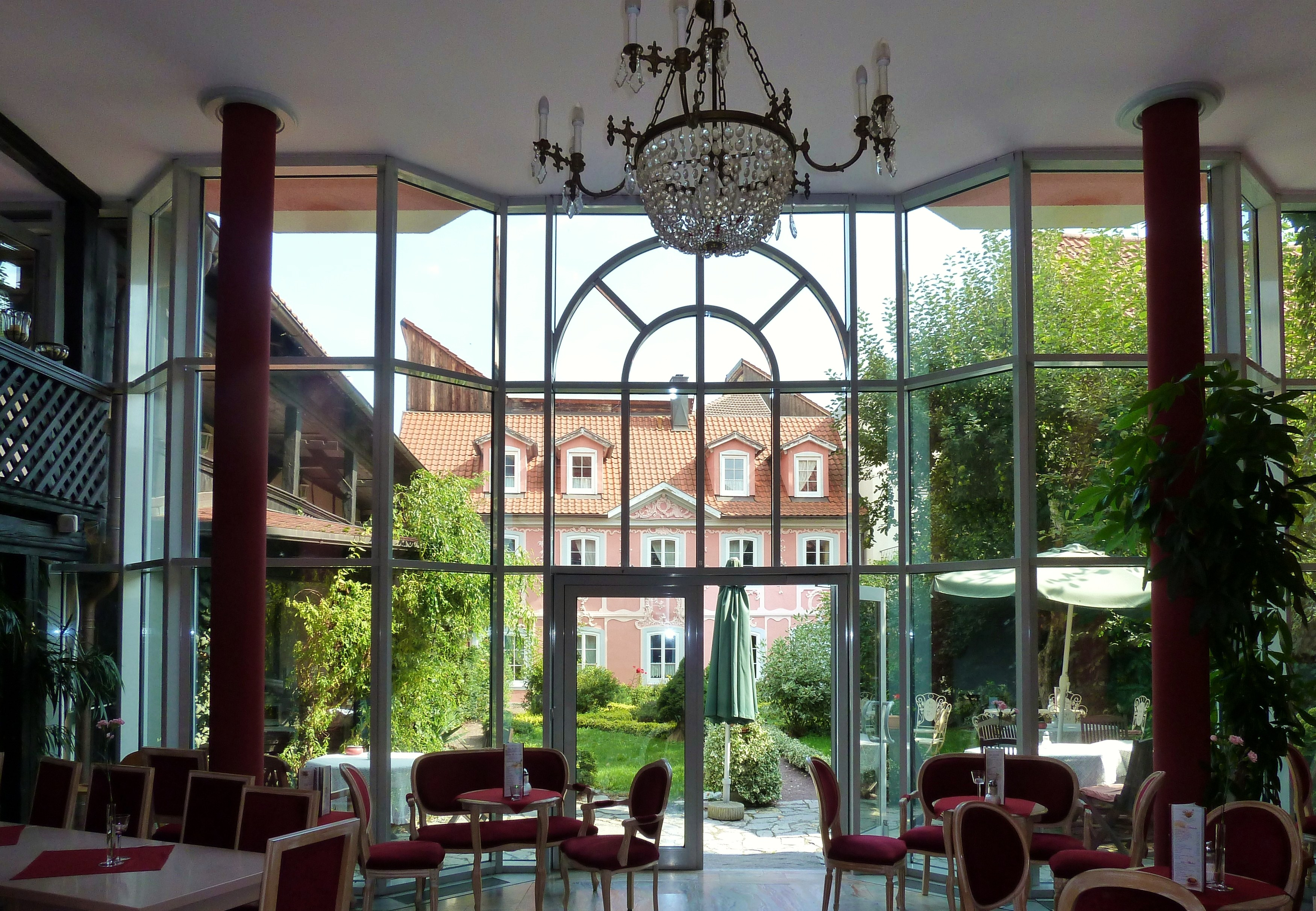
Blick aus dem Café in den Garten